# Spoorbrug Houlpays
De Spoorbrug Houlpays is een spoorwegbrug over de Maas in Luik in de Belgische provincie Luik, die het eiland Monsin verbindt met de plaatsen Droixhe en Jupille-sur-Meuse. De brug leidt goederenspoorlijn 214 (van het voormalige station Jupille naar de ArcelorMittal-staalfabrieken) over de rivier.